# B-Real
Louis Freese (født 2. juni 1970), bedre kendt som B-real. Han er mest kendt for at være medlem og rapper for gruppen Cypress Hill.